# Estáfilo
En la mitología griega Estáfilo (en griego Στάφυλος, Stáphylos, esto es, «racimo de uvas») es un personaje asociado naturalmente al vino y a Dioniso. Su versión varía dependiendo del autor. Apolodoro primero dice que Fano y Estáfilo, dos de los argonautas, eran hijos de Dioniso. Después que Dioniso, enamorado de Ariadna, la raptó y la llevó a Lemnos, donde yació con ella y engendró a Toante, Estáfilo, Enopión y Pepareto. Otros atribuyen a Radamantis, y no a Dioniso, el papel de esposo de Ariadna y padre de Enopión, Estáfilo y Toante. En una versión reconstruida Estáfilo nació de la unión entre Dioniso y Erígone, hija de Icario. Dioniso había adoptado la forma de racimo de uvas para seducir a la muchacha y Erígone, habiéndose enterado, llamó por esto mismo a su hijo Estáfilo. Según algunos, Ariadna tuvo de Teseo a Enopión y Estáfilo entre ellos también se incluye Ion de Quíos.
Diodoro Sículo, por su parte, dice que Estáfilo, siendo hijo de Dioniso, habría aprendido de su padre el modo de elaborar el vino. Los cretenses dicen que fue uno de los comandantes del séquito de Radamantis y este, en agradecimiento, le cedió la isla de Peparetos. Dicen que de Estáfilo y de Crisótemis nacieron tres hijas que se llamaban Molpadia, Reo y Párteno. Apolo se unió a Reo y la dejó encinta; su padre, pensando que había sido seducida por un mortal, se irritó, y debido a ello encerró a su hija en una caja y la arrojó al mar. Pero el mar llevó la caja a Delos, donde Reo dio a luz a un varón y llamó al niño Anio. Según Partenio Estáfilo gobernaba en Bíbasto, Caria, y allí recibió a Lirco, hijo de Foroneo, que venía tras la pista de Ío. En esta versión sus hijas eran Reo y Hemitea. Estáfilo lo acogió en su casa con grandes muestras de amistad y lo incitó a beber mucho vino; una efecto de la mucha bebida, puso en el lecho, a su lado, a su hija Hemitea. Todo ello lo hacía porque conocía la respuesta del oráculo y deseaba tener descendencia. Lirco, al día siguiente, se encolerizó sobremanera son Estáfilo por lo que había hecho.
En otras versiones Estáfilo es un personaje asociado a Dioniso pero no como uno de sus hijos. Unos dicen que Estáfilo era un efebo amante de Dioniso y que gracias a él el vino de Tasos, de donde era el muchacho, cobró mucho renombre. Nono dice que Estáfilo era el padre de Botris y el esposo de Mete, personificación de la Ebriedad, naturalmente asociada a Dioniso; en esta versión Estáfilo da su nombre al «racimo» y Botris a la «uva». Nono, de nuevo, nos habla de Estáfilo y Enopión, hijos de un tal Enómao, padre amante del vino. Acaudillaban una de las cinco falanges del ejército naval de Dioniso.
Finalmente, Estáfilo, uno de los hijos de Sileno, introdujo la práctica de la mezcla del vino con agua. En una última versión Estáfilo era un cabrero del rey Eneo («vino»), que descubrió uvas silvestres mientras apacentaba las cabras y vio a una de ellas masticando la planta. Se la presentó a Eneo, quien a su vez inventó la forma de convertir las uvas en bebida. Cuando Dioniso visitó a Eneo, el rey le sirvió la nueva bebida. Dioniso sugirió que la bebida se llamara oinos (vino), en honor de Eneo, y las uvas staphyloi, en honor del cabrero Estáfilo.